# 페네르바흐체 (여자 배구)
페네르바흐체 여자배구팀은 튀르키예 이스탄불 연고의 종합 스포츠 클럽인 페네르바흐체 SK에서 운영하는 여자 배구팀이다.
대한민국 선수 김연경이 활동하기도 하였다.

## 대회 성적

### 국제 대회 성적
- FIVB 여자 배구 클럽 세계 선수권
  -  챔피언 (1회) : 2010
  -  3위 (2회) : 2012, 2021
- CEV 여자 배구 챔피언스리그
  -  챔피언 (1회) : 2011–12
  -  준우승 (1회) : 2009–10
  -  3위 (2회) : 2010–11, 2015–16
- CEV 여자 배구 컵
  -  챔피언 (1회) : 2013–14
  -  준우승 (1회) : 2012–13

### 국내 대회 성적
- 터키 여자 배구 리그
  - 챔피언결정전
    -  챔피언 (5회) : 2008–09, 2009–10, 2010–11, 2014-15, 2016-17, 2022-23
    -  준우승 (5회) : 2006–07, 2007–08, 2013-14, 2015-16, 2020-21
    -  3위 (4회) : 2011–12, 2012–13, 2017-18, 2018-19

  - 정규리그
    -  1위 (4회) : 2009-10, 2010-11, 2011-12, 2015-16
    -  2위 (5회) : 2006-07, 2007-08, 2013-14, 2014-15, 2016-17
    -  3위 (1회) : 2018-19
- 터키 여자 배구 컵
  -  챔피언 (3회) : 2009–10, 2014-15, 2016-17
  -  준우승 (3회) : 2008–09, 2013-14, 2018-19
- 터키 여자 배구 수퍼 컵
  -  챔피언 (3회) : 2009, 2010, 2015
  -  준우승 (3회) : 2011, 2014, 2017

## 거쳐간 선수
| 자국 선수 튀르키예 - Elif Agca Yarar - 에르귈 아브즈 - 나즈 아이데미르 - Duygu Bal - Meryem Boz - Çiğdem Can Rasna - Pelin Çelik - 메르베 달릴베르 - Gökçen Denkel - Songül Dikmen - 에다 에르뎀 - Seda Eryüz - Nihan Güneyligil - Özge Kırdar - Yağmur Koçyiğit - Aysun Özbek - Özlem Özçelik - Nilay Özdemir - İpek Soroğlu - Seda Tokatlıoğlu - Polen Uslupehlivan - Dicle Nur Babat - Meliha İsmailoğlu - Ezgi Dilik - Gizem Örge - Şeyma Ercan - Melis Yılmaz - Damla Çakıroğlu - Merve Tanyel - Beliz Başkır - Fatma Yıldırım - Sıla Çalışkan - Bahar Toksoy - İpar Özay Kurt - Ceren Kestirengöz - 멜리사 바르가스 - 아슬리 칼라치 | 유럽권 선수 아제르바이잔 - Valeriya Korotenko - Oksana Parkhomenko - 폴리나 라히모바 벨라루스 - Marina Tumas 벨기에 - Frauke Dirickx 불가리아 - Dobriana Rabadžieva 체코 - Aneta Havlíčková 크로아티아 - Nataša Osmokrović - Mia Jerkov 독일 - Christiane Fürst 프랑스 - Christina Bauer 네덜란드 - Alice Blom - Maret Balkestein-Grothues 이탈리아 - 루시아 보세티 - 엘레오노라 로 비안코 폴란드 - 베레니카 톰시아 - Katarzyna Skowrońska - Katarzyna Skorupa - 막달레나 슈티시악 러시아 - 예카테리나 가모바 - 류보프 소콜로바 - 아리나 페도로프체바 - 안나 라자레바 - 이리나 페티소바 세르비아 - Anja Spasojević - 브란키차 미하일로비치 - 아나 안토니예비치 - 보야나 드르차 | 비유럽권 선수 브라질 - 아나 베아트리스 프란시스코 다스 샤가스 - 파비아나 클라우디노 - Fofão Souza - Fernanda Garay - Marianne Steinbrecher - Paula Pequeno - Tatiana Santos - 나탈리아 페레이라 - Ana Cristina Menezes Oliveira de Souza - Macris Fernanda Silva Carneiro 콜롬비아 - Madelaynne Montaño 대한민국 - 김연경 태국 - 눗사라 톰콤 미국 - 린제이 버그 - 테레스 크로포드 - 니콜 데이비스 - 알리샤 글래스 - 킴 글래스 - 크리스틴 힐데브랜드 - 로건 톰 - 크리스타 하르모토 - 켈시 로빈슨 멕시코 - 사만다 브리시오 쿠바 - 멜리사 바르가스(튀르키예로 귀화) |

굵은 글씨로 표기된 선수들은 현재 페네르바흐체에 소속된 선수들이다

## 같이 보기
- 페네르바흐체 SK